# Brza Palanka
Brza Palanka (en serbe cyrillique : Брза Паланка) est une ville de Serbie située dans la municipalité de Kladovo, district de Bor. Au recensement de 2011, elle comptait 855 habitants.

## Démographie

### Évolution historique de la population
| 1948  | 1953  | 1961  | 1971  | 1981  | 1991  | 2002  | 2011 |
| ----- | ----- | ----- | ----- | ----- | ----- | ----- | ---- |
| 1 739 | 1 683 | 1 801 | 1 668 | 1 699 | 1 557 | 1 076 | 855  |

|  |